# John Rogers Herbert

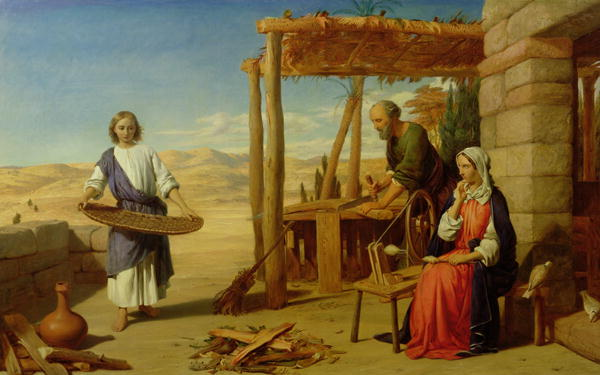
Our Saviour Subject to His Parents at Nazareth, 1847

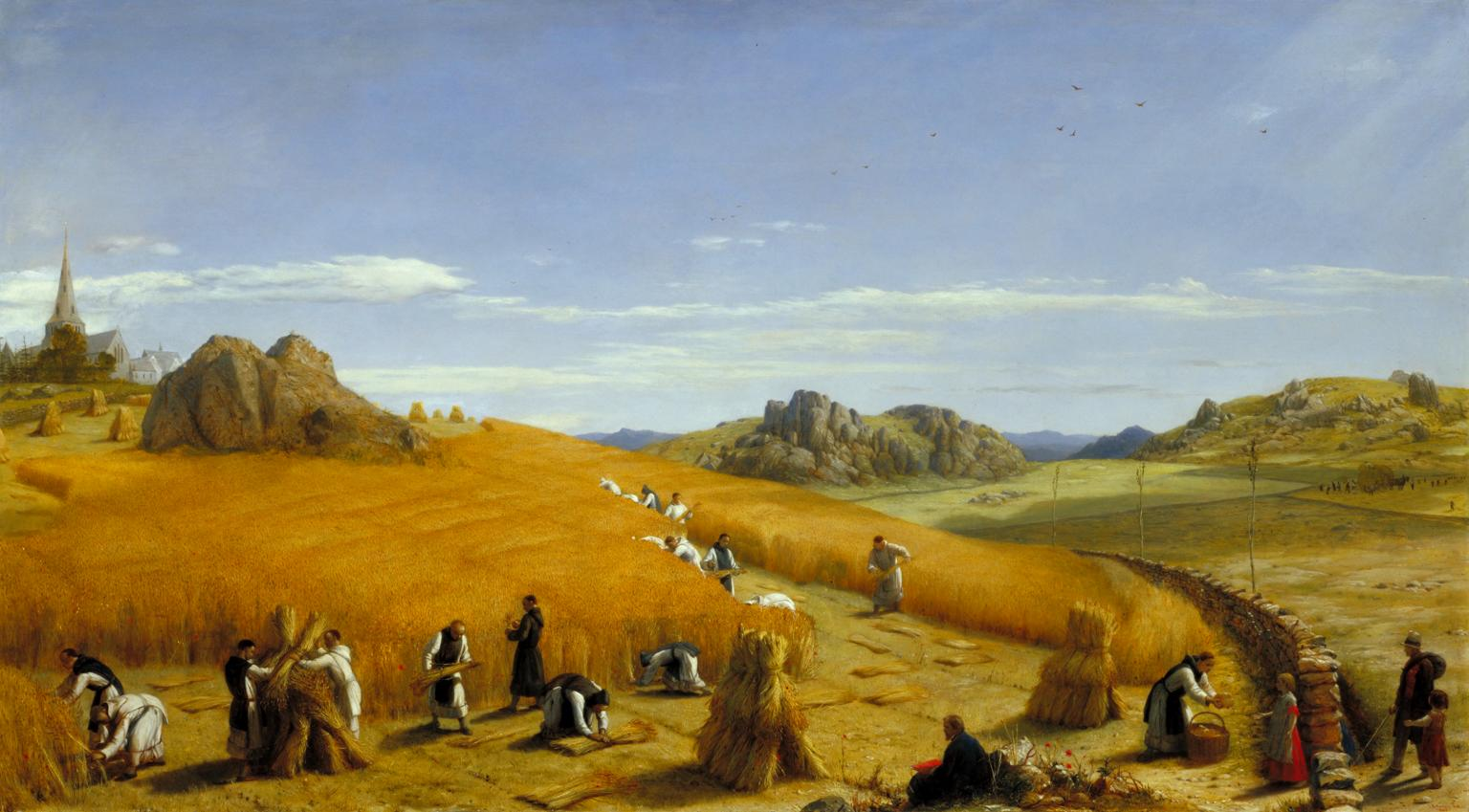
Laborare est Orare, 1862

John Rogers Herbert (* 23. Januar 1810 in Maldon, Essex; † 17. März 1890 in Kilburn) war ein englischer Maler.

## Leben
Herbert ging 1825 nach London an die königliche Akademie und wurde, nachdem er Prinzessin Viktoria von England gemalt hatte, bald als Porträtmaler bei der Aristokratie beliebt. Im Jahr 1835 stellte er ein Genrebild, das Stelldichein, aus, das in der Manier der neuen Schule der englischen Präraffaeliten gemalt war. Seine frühen Werke waren von der Romantik und der venetianischen Malerei beeinflusst:
- Haydee (1834), das Gebet (1835),
- Gefangene, von Condottieri befreit(1836),
- Desdemona bittet für Cassio (1838)

Um 1840 trat er unter dem Einfluss seines Freundes, des Architekten W. Payne, zur katholischen Kirche über. Dies verlieh Herberts Bildern mehr Tiefe und Persönlichkeit.
Zu seinen bedeutende Werken zählen:
- Die Beständigkeit
- Die venezianische Prozession von 1528 (beide aus dem Jahr 1839)
- Jünger vor dem Thor eines Klosters
- Das Signal (1840)
- Entführung venezianischer Bräute durch Seeräuber aus Istrien (1841)
- Einführung des Christentums in der Bretagne (1842)
- Christus und die Samariterin (1843)
- Sir Thomas Morus und seine Tochter
- Der Prozeß der sieben Bischöfe (1844)
- Der hl. Gregor unterrichtet die römischen Kinder im Gesang (1845)
- Der Jesusknabe beim Anblick eines Kreuzes (1847)
- Johannes der Täufer vor Herodes
- Laborare est Orare (1862)

In den Sälen des neuen Parlaments malte er: Moses mit den Gesetzestafeln, Salomos Urteil, Besuch der Königin von Saba, der Tempelbau, Daniel in der Löwengrube etc.
1846 wurde Herbert Mitglied der königlichen Akademie.